# Julius Stewart

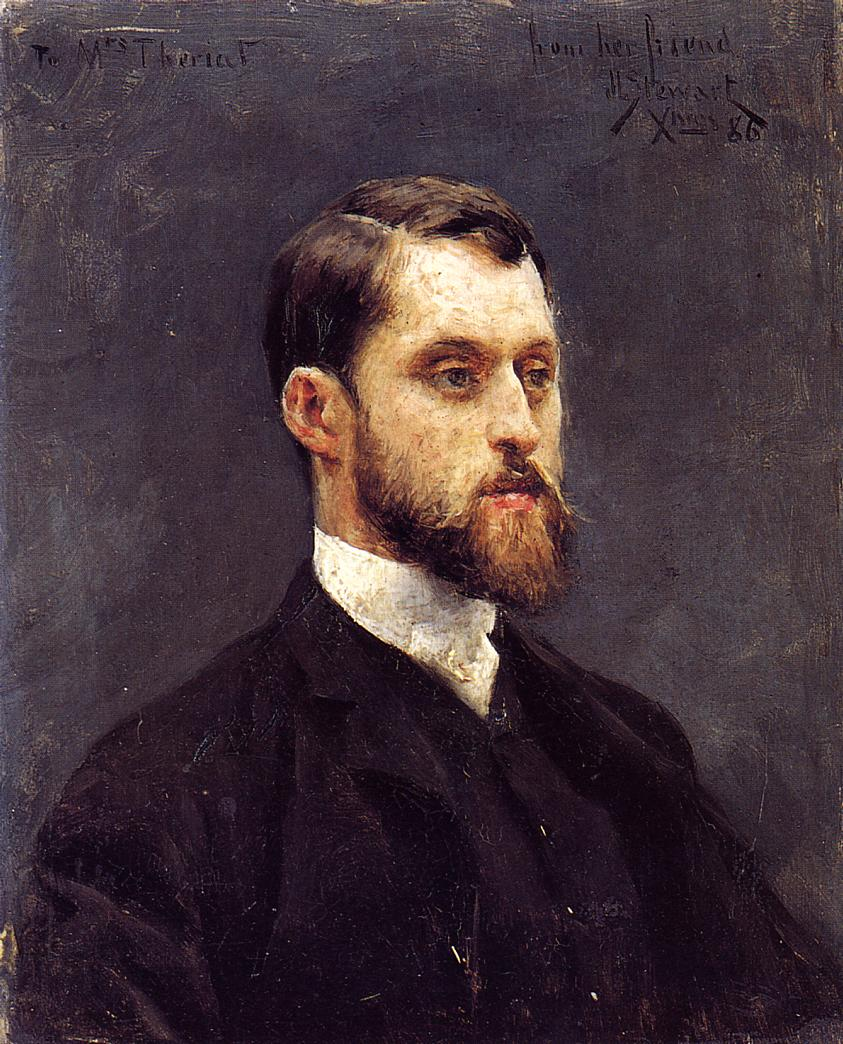
Selbstporträt, 1866

Julius LeBlanc Stewart (* 6. September 1855 in Philadelphia, Penn.; † 4. Januar 1919 in Paris) war ein US-amerikanischer Maler, der die meiste Zeit seines Lebens in Paris verbrachte.

## Leben
Julius Stewart wurde als Sohn des amerikanischen Zucker-Millionärs William Hood Stewart geboren. Die Familie zog 1865 von Philadelphia, Pennsylvania nach Paris, als Julius sechs Jahre alt war. William Stewart sammelte Kunst und war Mäzen von Fortuny und Künstlern der Schule von Barbizon. Julius studierte noch als Jugendlicher bei Eduardo Zamacois, dann bei Jean-Léon Gérôme und an der École des Beaux-Arts und später bei Raymondo de Madrazo. Julius Stewart begann seine Karriere als Landschaftsmaler. Er war Habitué in diversen literarischen Salons in Paris und malte in seinen späten Lebensjahren vor allem opulente Porträts der Protagonisten der Pariser Belle Époque und Szenen aus den Salons sowie erotisch aufgeladene weibliche Akte in idyllischen Landschaften oder in Interieurs. 1896 erhielt er auf der Internationalen Kunstausstellung in Berlin eine große Goldmedaille.
Im Alter von 63 Jahren starb Julius Stewart am 5. Januar 1919 in Paris und fand seine letzte Ruhestätte auf dem Friedhof Père-Lachaise.

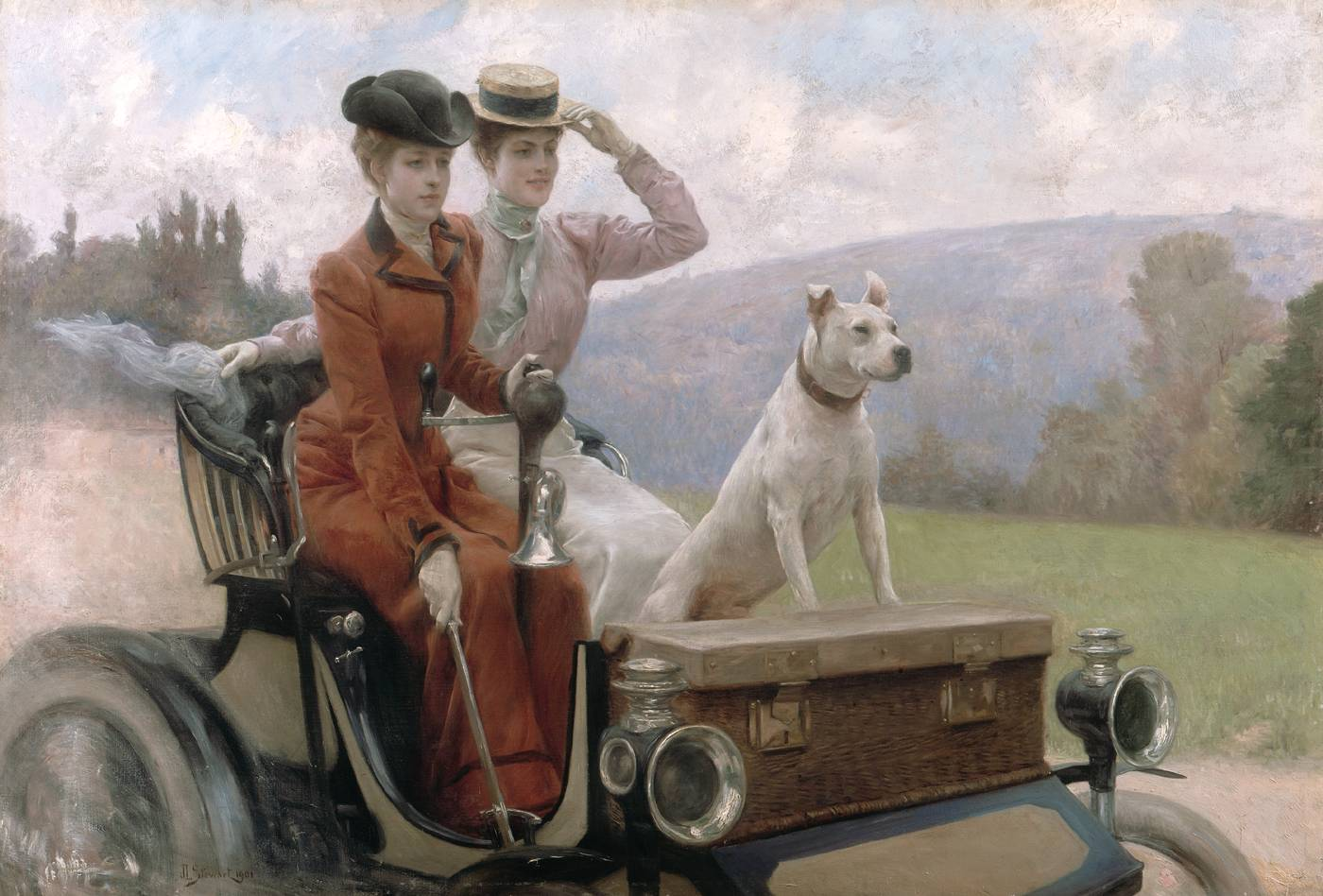
Die Damen Goldsmith im Bois de Boulogne, 1897

## Werke (Auswahl)
- Horse Trough on a Cuban Plantation (1876), Pennsylvania Academy of the Fine Arts, Philadelphia, Pennsylvania
- After the Wedding (aka Parisian Wedding) (1880), Drexel University Museum, Philadelphia, Pennsylvania[1]
- Five O'Clock Tea (1884), Iris & B. Gerald Cantor collection, New York City[2]
- The Hunt Ball (1885), Essex Club, Newark, New Jersey.[3]
- On the Yacht "Namouna", Venice (1890), Wadsworth Atheneum, Hartford, Connecticut
- The Baptism (1892), Los Angeles County Museum of Art

- Yachting on the Mediterranean (1896), Privatsammlung
- Die Damen Goldsmith im Bois de Boulogne (1897), Musée du Château de Compiègne, Frankreich
- La Clairiere (The Glade) (1900), Detroit Institute of Arts
- Les Nymphes de Nysa (The Nymphs of Nysa) (1900), Musée d’Orsay, Paris[4]
- Portrait of Mrs. Francis Stanton Blake (1908), Walters Art Museum, Baltimore, Maryland[5]